# 1836 aux États-Unis
Pour des articles plus généraux, voir Chronologie des États-Unis et 1836.
Chronologie des États-Unis
- 1832
- 1833
- 1834
- 1835
- 1836
- 1837
- 1838
- 1839
- 1840

Cette page concerne des événements d'actualité qui se sont produits durant l'année 1836 du calendrier grégorien aux États-Unis.

## Gouvernement
- Président : Andrew Jackson Démocrate
- Vice-président : Martin Van Buren Démocrate
- Secrétaire d'État : John Forsyth
- Chambre des représentants - Président : James Polk Démocrate

## Événements
- 16 janvier : création de la Galena & Chicago Union Railroad, chemin de fer qui allait de Chicago, Illinois à Clinton dans l'Iowa, en passant par les villes de Freeport et Galena, dans l'Illinois.
- 18 janvier : création du comté de Miami-Dade en vertu de la Loi sur les territoires des États-Unis. Le comté est nommé après la mort de Francis Langhorne Dade, un soldat tué en 1835 dans la seconde guerre séminole.
- 20 janvier : traité d’amitié, de commerce, de paix et de navigation signé à Caracas entre les États-Unis et le Venezuela[1].

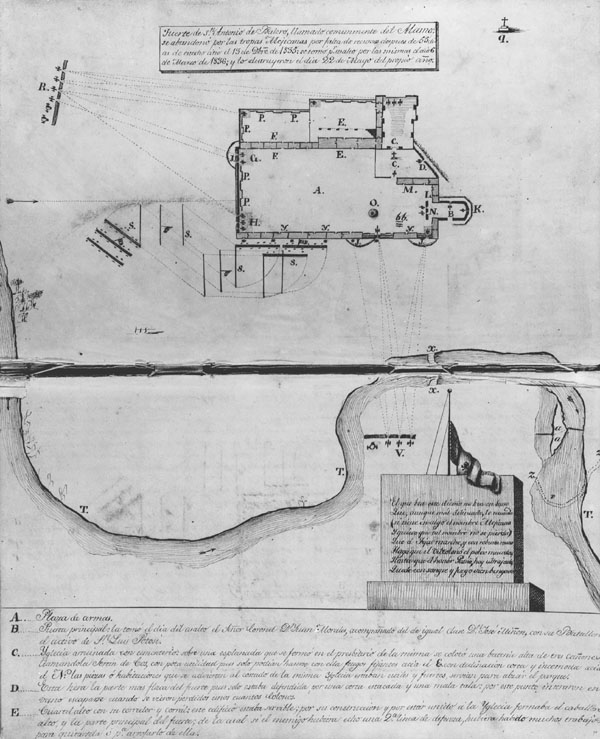
Plan du siège d'Alamo en 1836. R et V marquent les canon mexicain ; S indique les forces du général mexicain Martín Perfecto de Cos.

- 23 février : début du siège de Fort Alamo par l'armée de Santa Anna[2].
- 25 février :
  - L'inventeur américain Samuel Colt reçoit un brevet américain pour son premier révolver et il en fait la production.
  - autopsie publique Joice Heth, prétendument âgée de 161 ans, organisée à New York par Phineas Taylor Barnum ; la vieille femme a été exhibée pendant plusieurs semaines avant sa mort le 19 février[3] (premier « zoo humain »).

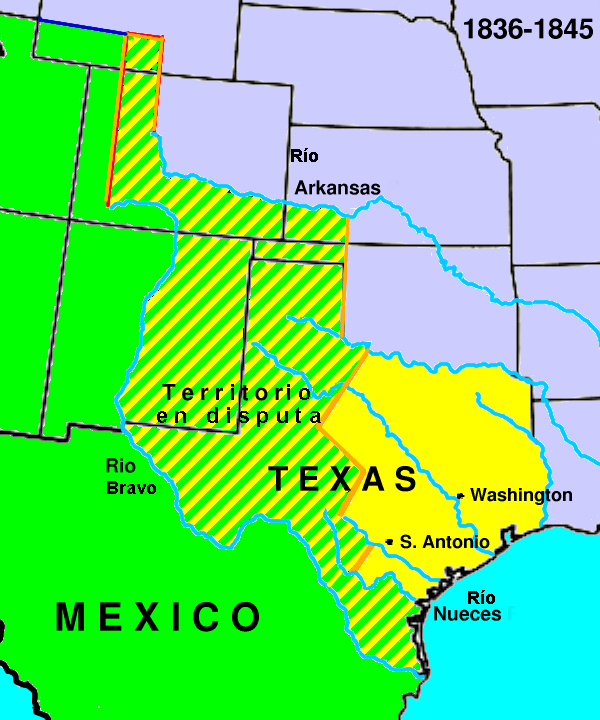
La république du Texas, 1836-1845

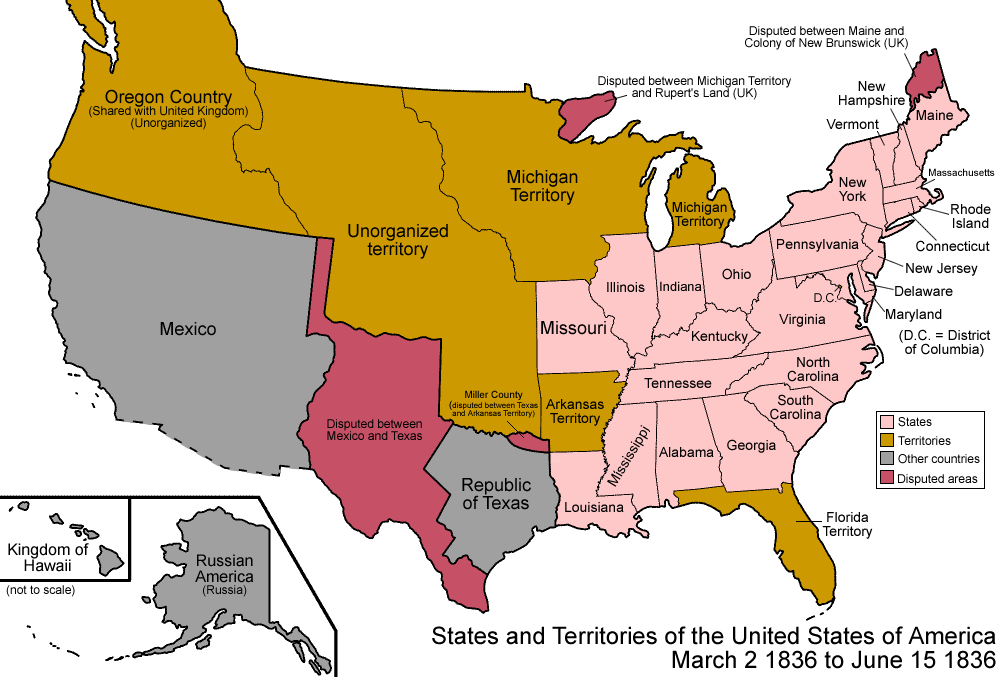
2 mars - 15 juin 1836

- 2 mars : la république du Texas proclame son indépendance du Mexique (qui ne reconnaîtra jamais cet état de fait), mais une grande partie de son territoire est contesté. Elle contrôle la moitié est de l'actuel État du Texas, mais revendique aussi sa moitié ouest, ainsi que des parties du Colorado, du Kansas, du Nouveau-Mexique, de l'Oklahoma et du Wyoming, encore sous administration mexicaine. Le comté de Miller, dans le territoire de l'Arkansas, alors situé dans les limites de la nouvelle république, constitue également un point de friction américano-texan : ses habitants commençant à choisir une identité texane, cette situation conduit les deux gouvernements à avoir chacun des représentants provenant de ce comté[4].
  - La République indépendante du Texas maintient l'esclavage sur son sol.
- 6 mars : prise de Fort Alamo par environ 5 000 Mexicains se soldant par la mort des 189 défenseurs[5].
- 12-15 mars : victoire mexicaine à la bataille de Refugio[2].
- 19-20 mars : échec des Texans à la bataille de Coleto Creek[2].
- 27 mars : massacres de 342 texans à Goliad[2].
- 28 mars : traité de Washington[6]. Les représentants des tribus des Outaouais et des Ojibwés cèdent au gouvernement américain un territoire d’une superficie proche de 55 997 km2 dans les régions orientales de la péninsule supérieure du Michigan et au nord-ouest de la péninsule inférieure du Michigan.
- 21 avril : les forces texanes de Sam Houston battent l’armée mexicaine à la bataille de San Jacinto. Fin de la révolution texane[2].
- 22 avril : les forces texanes de Sam Houston capturent Santa Anna.
- 19 mai : massacre de Fort Parker[7].
- 23 mai :
  - promulgation du traité de New Echota.
  - début de la seconde guerre Creek aux États-Unis[8]. À la suite d'une agression commise par des Creeks sur des colons blancs en Alabama, le gouvernement envoie l’armée pour contraindre 15 000 Creeks jugés rebelles à s’expatrier vers l’ouest (2 juillet). La privation et la maladie font de nombreuses victimes.

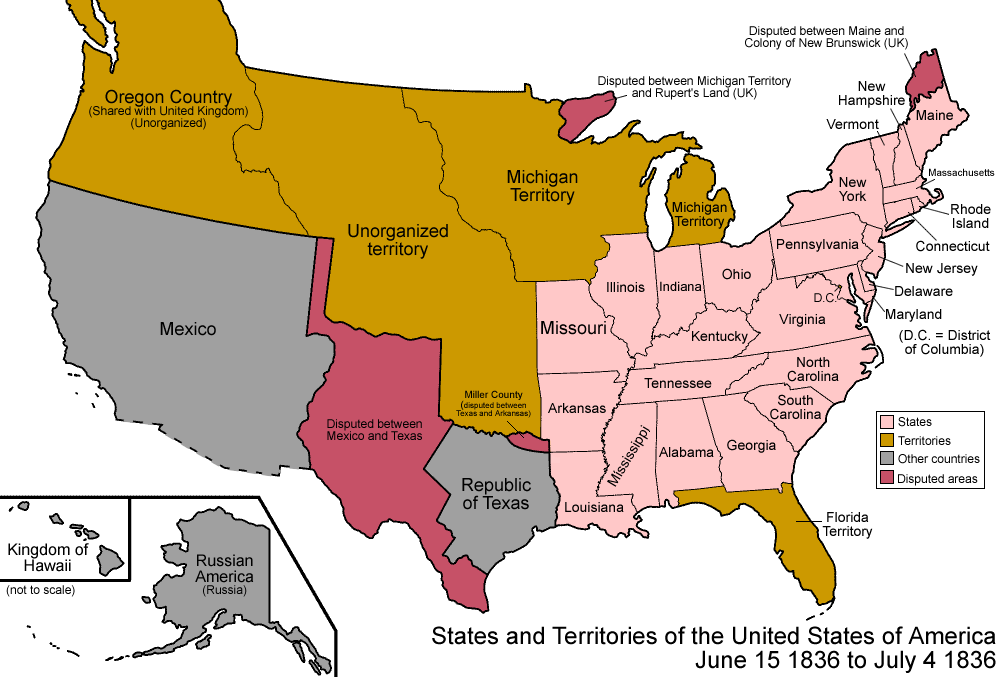
15 juin - 4 juillet 1836

- 15 juin : le territoire de l'Arkansas devient le 25e État, l'Arkansas. Il continue alors à revendiquer le comté de Miller, avec de moins en moins d'à propos[4].

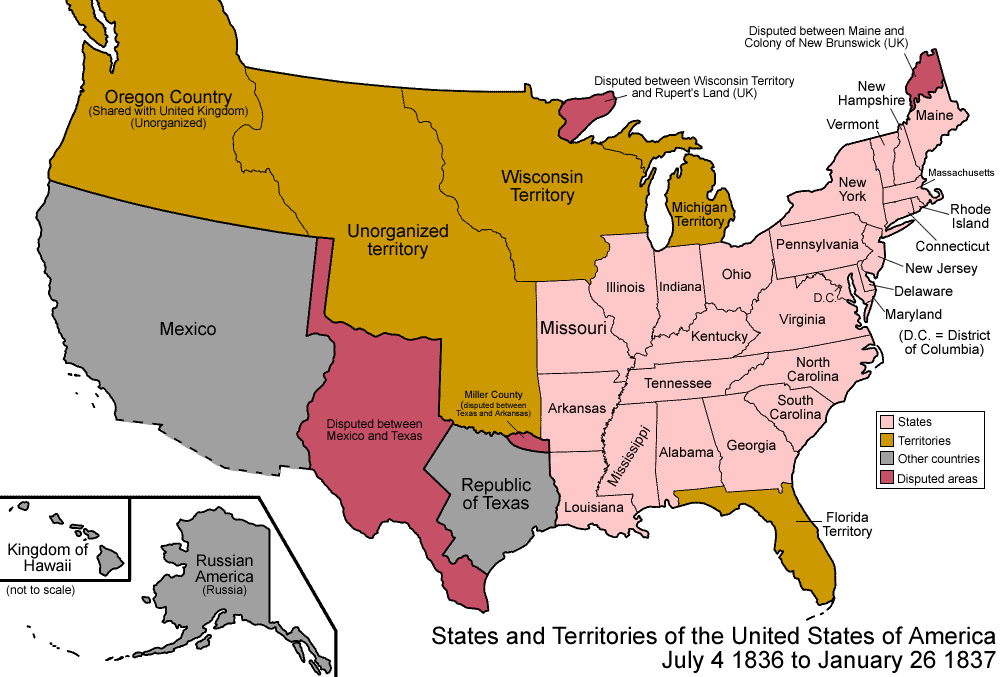
4 juillet 1836 - 26 janvier 1837

- 4 juillet : le Territoire du Wisconsin est détaché du territoire du Michigan ; il est formé de l'actuel Wisconsin et du nord-est du Minnesota. Afin de le motiver à abandonner ses revendications sur la bande de Toledo à l'Ohio, la totalité de l'actuelle péninsule supérieure est transférée au Territoire du Michigan, formant les frontières actuelles du futur État du Michigan[9] et mettant un terme à la « guerre de Toledo ».
- 30 août : John Kirby Allen et Augustus Chapman Allen, deux entrepreneurs de New York, ont acheté 27 km2 de terrain le long du Buffalo Bayou avec l'intention de fonder une ville[10]. Les frères Allen ont décidé d'appeler la ville d'après Sam Houston, le général qui remporta la bataille de San Jacinto contre les Mexicains[10] et qui fut élu président de la république du Texas en septembre 1836.
- 5 septembre : Sam Houston est élu président de la république du Texas[11] (1836-1838 ; 1841-1844).
- 7 décembre : élection présidentielle. Le démocrate Martin Van Buren obtient un mandat de président des États-Unis contre son adversaire William Henry Harrison[12].
  - Martin Van Buren est le vice-président sortant, jusque-là cette fonction n'appelait pas forcément à accéder à la plus haute fonction.
  - C'est la première élection où apparait le parti whig américain, qui prend la décision étonnante de présenter plusieurs candidats contre Van Buren, sans toutefois que cette stratégie soit efficace. C'est la seule et unique élection pour laquelle le Sénat doit se substituer au collège électoral pour départager les candidats à la vice-présidence.
- Grève de 1 500 ouvrières de l’Association des ouvrières du textile de Lowell contre l’augmentation du prix de leur pension (elles sont logées dans des dortoirs par l’entreprise).
- Fondation de Fort Dallas à l'origine de la ville de Miami[13].
- Construction de la plantation Glynnwood à Glynn près de Pointe Coupée en Louisiane, mis sur la liste du Registre national des lieux historiques.
- Les premiers migrants empruntent la piste de l'Oregon qui traverse les Rocheuses.

## Naissances
- 27 mai : Jay Gould, né à Roxbury dans l'État de New York, et mort le 2 décembre 1892 à New York, était un homme d'affaires américain qui contribua à l’essor des chemins de fer aux États-Unis.

## Décès
14 septembre : Aaron Burr, homme politique, ex vice-président des États-Unis.

#### Articles généraux
- Histoire des États-Unis de 1776 à 1865
- Évolution territoriale des États-Unis
- Piste des Larmes
- Seconde Guerre séminole

#### Articles sur l'année 1836 aux États-Unis
- Élection présidentielle américaine de 1836
- Révolution texane
- Siège de Fort Alamo
- Bataille de San Jacinto
- Guerre Creek de 1836
- Traités de Velasco
- Drapeau des États-Unis